# ا ژ و

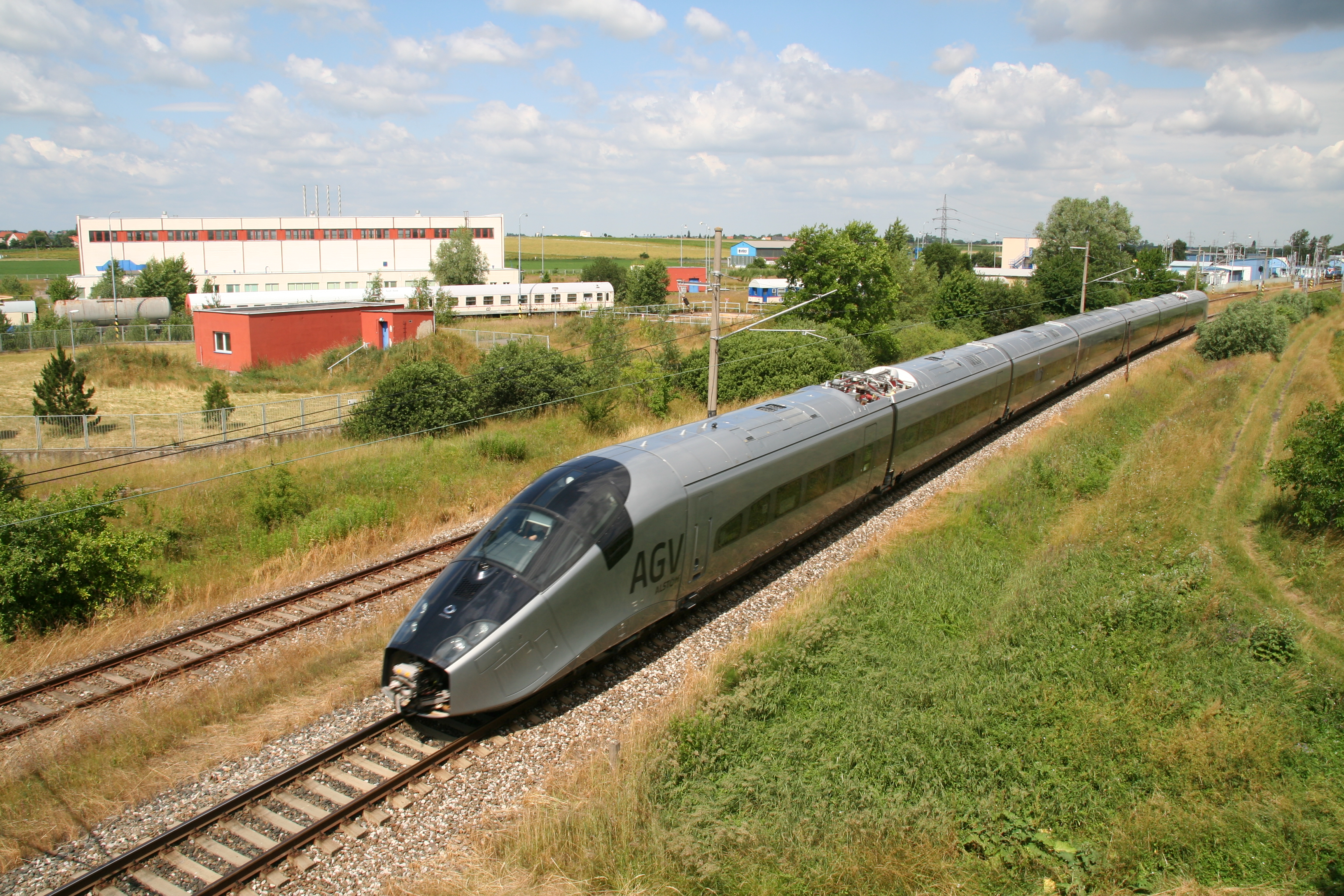
آلستوم «ا ژ و» با سرعت ۲۰۰ کیلومتر در ساعت در مدار آزمایش در جمهوری چک

اَ ژ وِ (به فرانسوی: Automotrice à grande vitesse) یکی از قطارهای شرکت آلستوم می‌باشد که قرار است جایگزین قطارهای تندرو فرانسه، «ت ژ و» شود. این اسم به معنی واگن خود محرک تندرو (به انگلیسی: high-speed self-propelled carriage) می‌باشد. به‌جای داشتن موتورهای مجزا در دو انتهای قطار، مانند مدل‌های کنونی ت ژ و، دارای موتورهای حرکتی در زیر کابین‌های مسافران می‌باشد. این سامانه حرکتی در بسیاری از گونه‌های قطارهای خود گرانشی معمولی و تندرو مانند زیمنس ولارو و شینکانسن استفاده شده‌است. به علت نداشتن واگن محرک مجزا، «ا ژ و» فضای بیشتری را برای مسافران مهیا می‌سازد.
آلستوم امکان استفاده از هفت الی چهارده واگن با گنجایشی بین ۲۵۰ تا ۶۵۰ نفر، بسته به طراحی درونی و شمار واگن‌ها، را ارائه می‌دهد. سرعت تبلیغ‌شده برای این قطار ۳۶۰ کیلومتر در ساعت خواهدبود.
مدل اولیه در تاریخ ۵ام فوریه سال ۲۰۰۸ میلادی توسط رئیس جمهور فرانسه نیکولاس سارکوزی پرده‌برداری شد.